# Jason Castro
Jason Michael Castro (ur. 18 czerwca 1987) – amerykański baseballista, który występował na pozycji łapacza.

## Przebieg kariery

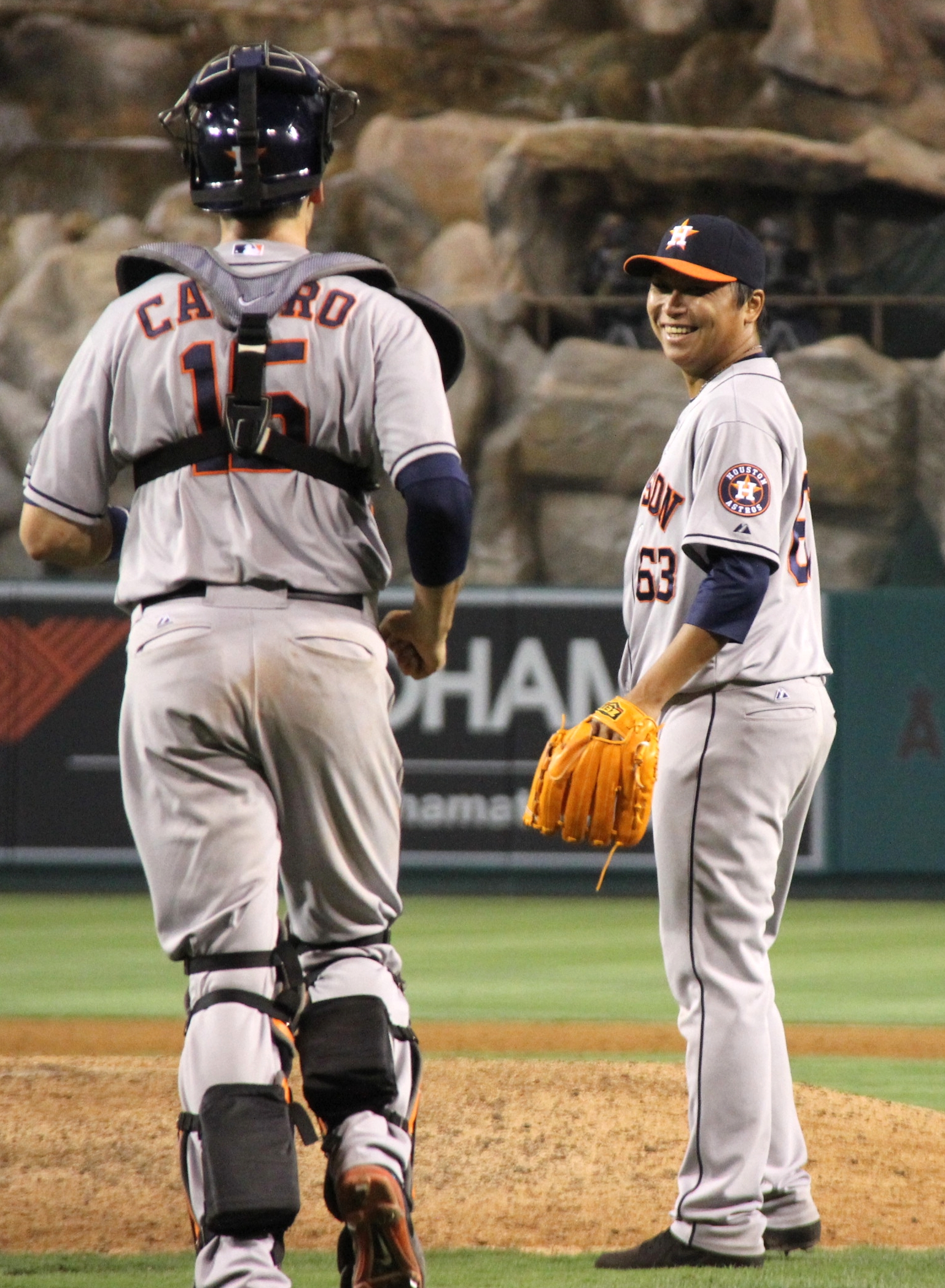
Jason Michael Castro - amerykański baseballista na pozycji łapacza.

Castro studiował na Stanford University, gdzie w latach 2006–2008 grał w drużynie uniwersyteckiej Stanford Cardinal. W 2008 został wybrany w pierwszej rundzie draftu z numerem dziesiątym przez Houston Astros i początkowo występował w klubach farmerskich tego zespołu, między innymi w Round Rock Express, reprezentującym poziom Triple-A. W Major League Baseball zadebiutował 22 czerwca 2010 w meczu przeciwko San Francisco Giants, w którym zaliczył uderzenie i zdobył runa.
Z powodu kontuzji kolana odniesionej 4 marca 2011 w spotkaniu z Detroit Tigers rozgrywanego w ramach spring training, opuścił cały sezon 2011. W lipcu 2013 został powołany do All-Star Game.
30 listopada 2016 podpisał trzyletni kontrakt wart 24,5 miliona dolarów z Minnesota Twins.

## Nagrody i wyróżnienia
| Nagroda/wyróżnienie | Lata | Źródło |
| All-Star            | 2013 | [ 7 ]  |